# Centrum Egzaminów Medycznych
Centrum Egzaminów Medycznych (CEM) – państwowa jednostka budżetowa podległa Ministrowi Zdrowia. Została utworzona zarządzeniem Ministra Zdrowia z dnia 31 lipca 2001. Mieści się w Łodzi, przy ulicy Al. Marszałka Józefa Piłsudskiego 22, w budynku Łódź 1.
Centrum z mocy prawa zajmuje się organizacją egzaminów państwowych dla osób wykonujących zawody medyczne, m.in.:
- Lekarskiego Egzaminu Końcowego
- Lekarsko-Dentystycznego Egzaminu Końcowego
- egzaminów specjalizacyjnych dla: lekarzy, lekarzy dentystów, farmaceutów, diagnostów laboratoryjnych i innych zawodów mających zastosowanie w ochronie zdrowia.
- ratowników medycznych (od 1 maja 2017).